# Source des Abatilles

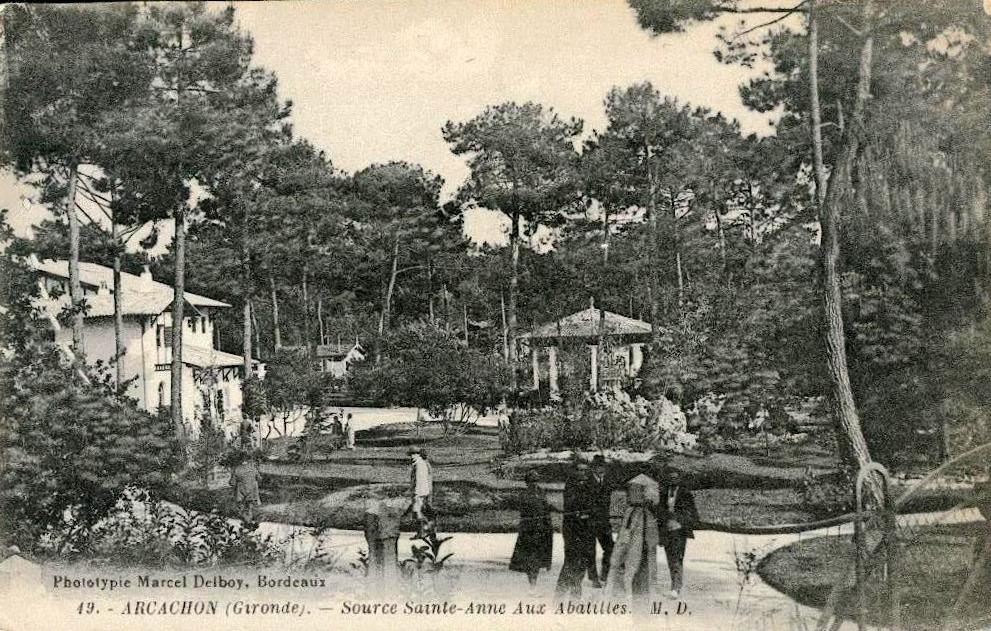
Le petit kiosque Art déco de la source, situé 157 boulevard de la Côte d'Argent, abrite une fontaine. Il jouxte l'établissement thermal de style néo-basque.

La source Sainte Anne des Abatilles, qui se situe à Arcachon, en Gironde, est constituée d'eau minérale naturelle, commercialisée par la marque Abatilles Sainte Anne.

## Toponyme
Les abatilles désignent des petites vallées entre les dunes. Le terme vient du gascon abat, « vallée ».

## Historique

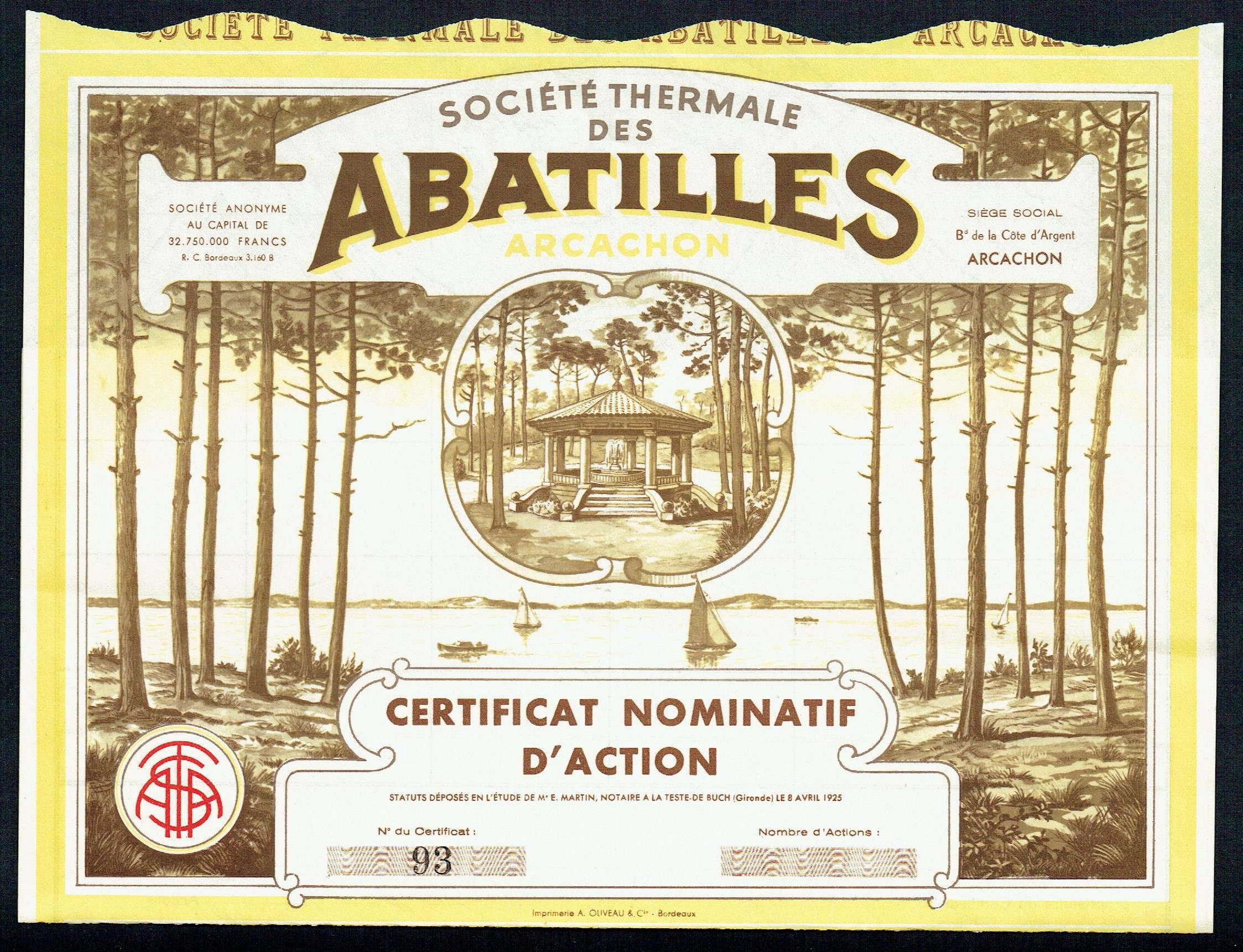
Action de 1925 de la Société thermale des Abatilles.

En novembre 1922, un forage de prospection est réalisé aux Abatilles sous la conduite de l'ingénieur Louis Le Marié pour la Société des hydrocarbures, qui recherche du pétrole dans le secteur. Il aboutit à la découverte, en août 1923, d'une source d'eau chaude à légère odeur sulfureuse, à une profondeur de 465 m. La pression de cette source artésienne fait jaillir l'eau à 8 m du sol avec un débit de 70 000 l/h. D'une température de 25°C et de minéralisation faible, elle est exploitée par la société thermale des Abatilles, qui est autorisée par un décret ministériel du 10 juillet 1925. En 1928, cette société construit un établissement de cure thermale, avec salles de douches et de bains et buvette, au milieu d'un parc qui englobe aussi 4 terrains de tennis. Elle permet à Arcachon de demander sa reconnaissance comme station thermale en 1937, qu'elle obtient en le 9 février 1954. Dès lors, la vocation thermale arcachonnaise vient se superposer à la vocation de station climatique avec sa Ville d'Hiver et de station balnéaire avec sa Ville d'Été mais la revendication de ces vocations ne va pas sans contradictions et conflits d'intérêts, notamment entre les principaux acteurs économiques arcachonnais. Les autorités locales croient en la complémentarité entre ces vocations mais choisissent finalement de privilégier le tourisme balnéaire, les vocations climatiques et thermales, longtemps promues par les médecins arcachonnais, étant contestées puis combattues par les édiles au cours du XXe siècle. 
En 1960, les maires de Vittel et d'Arcachon patronnent la prise de contrôle de la Source Sainte-Anne par la Société des eaux de Vittel mais cette absorption met fin à la croissance de l'activité thermale des Abatilles car Vittel y voit une concurrence sur le plan national. L'établissement thermal ferme en 1969 et la ville perd son statut de station thermale le 4 avril 1979. En revanche, Vittel favorise le développement de l'eau minérale : la vente de bouteilles, qui était tombée à 60 000 en 1960, monte à 7,5 millions en 1970 et 15 millions en 1992.
En 2008, Nestlé Waters (à qui appartient aussi la marque Vittel) vend la source des Abatilles à l'Arcachonnais Roger Padois et Olivier Bertrand, dirigeants de la brasserie parisienne Lipp et de nombreux restaurants,. Ils fondent la Société des eaux minérales d'Arcachon (Sema). En 2009, une eau gazeuse est lancée. La société est rachetée en 2013 par un négociant en vin et propriétaire du grand cru classé Château Gruaud Larose Jean Merlot et par le fondateur de la maison de négoce MVins Hervé Maudet. Ces actionnaires principaux modernisent l'outil de production et partent à la conquête des marchés internationaux.

## Composition analytique
- température : 25,6 °C
- radioactivité : 0,10 nanocurie (3,7 Bq)
- pH : 8,2
- minéralisation : 354 mg/l de résidu sec à 180 °C

| Éléments             | Proportion en mg/l |
| -------------------- | ------------------ |
| Calcium (Ca2+)       | 19                 |
| Magnésium (Mg2+)     | 9                  |
| Chlorures (Cl−)      | 137                |
| Sodium (Na+)         | 100                |
| Potassium (K+)       | 4                  |
| Sulfates (SO42−)     | 8                  |
| Bicarbonates (HCO3−) | 127                |
| Nitrates (NO3−)      | <1                 |
| Fluorures (F−)       | <1                 |